# 오와쿠다니

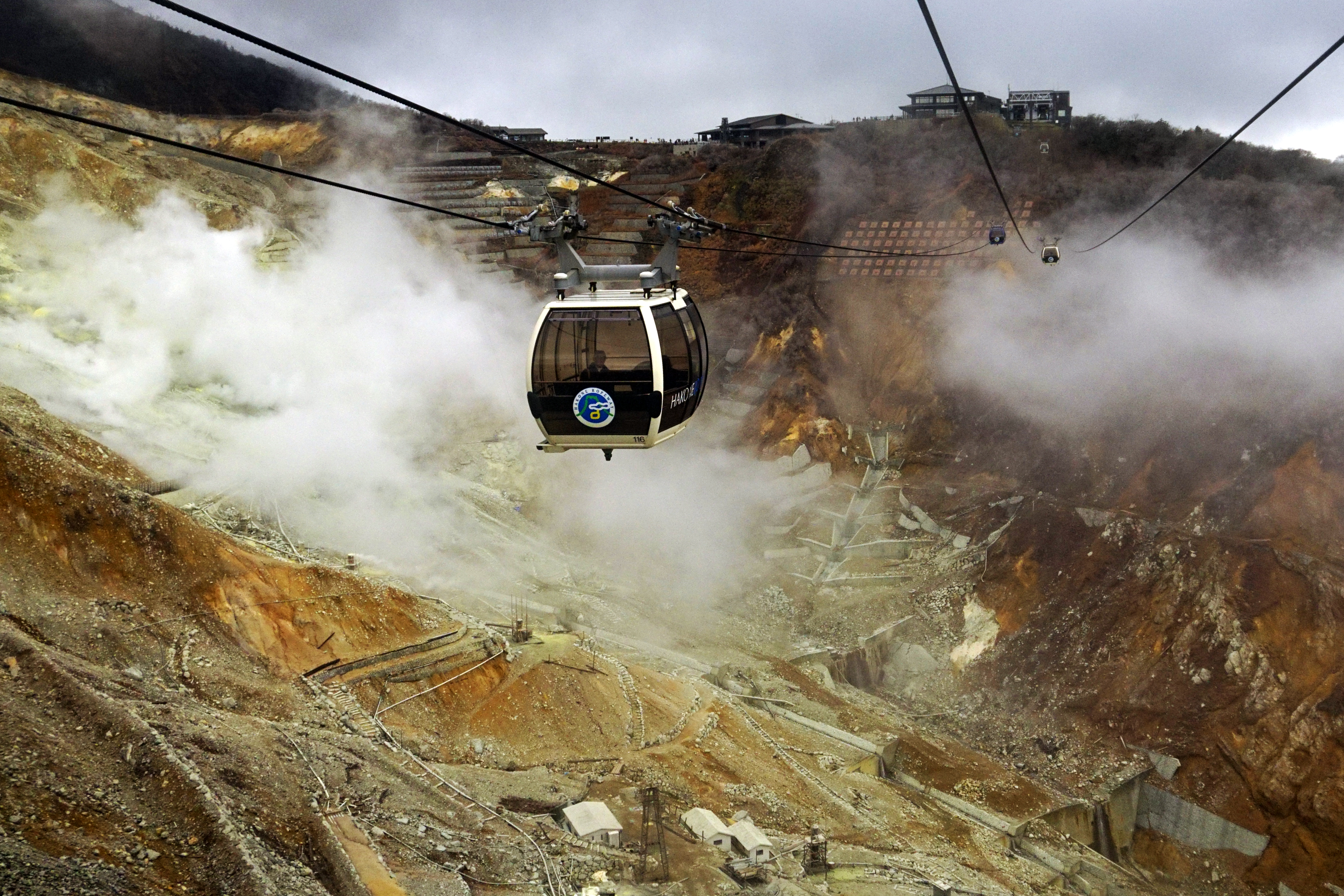
오와쿠다니

오와쿠다니(일본어: 大涌谷)는 일본 가나가와현 하코네정 하코네 산에 있다. 오와쿠다니는 약 3,100년 전과 2,900년 전 하코네 화산이 두 차례에 걸쳐 분화했을 때 생긴 분화구의 흔적이다.